# Akademie der Bildenden Künste Warschau
Die Akademie der Bildenden Künste Warschau (poln.: Akademia Sztuk Pięknych w Warszawie) ist die älteste Kunsthochschule Polens. Ihr Sitz befindet sich im Czapski-Palast an der Krakowskie Przedmieście. Amtierender Rektor ist Adam Myjak. In ihr ging auch die Schule der Schönen Künste Warschau auf.
1816 wurde an der Universität Warschau die Fakultät der Schönen Künste gegründet. Die Warschauer Kunstschule entstand erst 1844. Nach dem Januaraufstand 1863 wurde sie von den russischen Behörden geschlossen und entstand erst 1904 wieder.

## Fakultäten
- Fakultät für Malerei
- Fakultät für Graphik
- Fakultät für Industriedesign
- Fakultät für Innenarchitektur
- Fakultät für Skulptur
- Fakultät für Kunstwerkpflege und -restaurierung
- Fakultät für Medienkunst und Szenographie